# Los limpiadores de estrellas
Los limpiadores de estrellas, cuento del argentino Julio Cortázar perteneciente a su libro La otra orilla.
El cuento narra el surgimiento de una empresa que limpiaba el techo celeste de los rastros dejados por los aviones y otras suciedades que impedían ver numerosas estrellas o empañaban a las todavía visibles. Con el paso del tiempo aparecen más y más estrellas, dejando apenas manchas negras en el cielo. La humanidad huye de la luz cegadora escondiéndose en sótanos y túneles. Al final, el cielo queda completamente blanco brillante.
- Datos: Q16593368

Este cuento nos deja como moraleja no ser ambiciosos ya que al final mucho de algo puede ser dañoso